# Omfale
Omfale (gr. Ὀμφάλη, Omphale) – postać z mitologii greckiej, królowa Lidii, która występuje w podaniach o Heraklesie.
Z woli bogów heros przez pewien czas był jej niewolnikiem, by w ten sposób uzyskać oczyszczenie za dokonane zabójstwo. Dokonał wówczas kilku bohaterskich czynów, pokonując zagrażających mieszkańcom Lidii rozbójników. Omfale, pod wrażeniem jego męstwa i po poznaniu prawdziwej tożsamości, poślubiła go i miała z nim jednego lub kilku synów. Gdy upłynął czas służby Heraklesa, pozwoliła mu na powrót do Grecji z bogatymi darami.
Dużą popularność zdobyły opowieści odmiennie przedstawiające niewolę herosa – jako pasmo upokorzeń ze strony królowej Lidii, swoistą zamianę ról. Na jej rozkaz Herakles musiał nosić kobiece szaty i prząść, zaś ona przywdziała jego skórę lwa nemejskiego i posługiwała się jego maczugą. Heros miał dobrowolnie znosić to traktowanie z miłości do Omfale. Taka wersja ich losów stała się inspiracją dla wielu pisarzy i artystów, szczególnie w epoce nowożytnej i współczesnej.

## Pochodzenie
W najpopularniejszej wersji mitu była królową Lidii, córką Iardanosa (Iardanesa). Poślubiła Tmolosa, z tego związku urodziła syna Teoklimenosa. Po gwałtownej śmierci męża objęła władzę nad Lidią. Wedle niektórych przekazów była także matką Tantala, którego ojcem miał być Tmolos lub Zeus.

## Omfale i Herakles
Na jej służbę w charakterze niewolnika trafił Herakles. Nastąpiło to wskutek zabójstwa, którego dopuścił się już po wykonaniu dwunastu prac – w szale zabił Ifitosa, syna króla Ojchalii, Eurytosa. Z nakazu wyroczni Apolla lub samego Zeusa musiał dobrowolnie zostać niewolnikiem, by uzyskać oczyszczenie za popełnione morderstwo. Heros został sprzedany w Azji Mniejszej przez Hermesa jako bezimienny niewolnik. Omfale zapłaciła za niego trzy talenty srebra. Suma ta miała trafić w ręce Eurytosa lub dzieci Ifitosa jako zadośćuczynienie, lecz król Ojchalii odmówił ich przyjęcia.

### Wersja heroiczna
Herakles jako niewolnik królowej Lidii miał służyć przez rok lub w ciągu trzech lat. Część przekazów dotyczących jego losów w tym czasie, jak Apollodorusa i Diodora Sycylijskiego, miała charakter bardziej heroiczny, podkreślający dokonanie na zlecenie Omfale kilku czynów, które uwolniły Lidię od różnych utrapień i zagrożeń. Herakles pokonał okrutnych rozbójników Kerkopów oraz Syleusa i Lityersesa, którzy przymuszali cudzoziemców do pracy na swojej ziemi, po czym ich zabijali. Zwyciężył w wojnie Lydów z Itonos, burząc ich miasto, ludność biorąc w niewolę i odzyskując dobra zrabowane na terenie Lidii, zaś następnie pokonał olbrzymiego węża znad rzeki Sagris, którego ofiarami padało bydło, lecz także i ludzie.
Po poznaniu tożsamości herosa, pod wrażeniem jego męstwa i urody, Omfale wyzwoliła go i poślubiła. Ostatecznie odesłała go z bogatymi darami do Tirynsu, heros zaś podarował jej topór Hippolity, który stał się jednym z insygniów królów Lidii.
Ze związku z Heraklesem Omfale miała mieć jednego syna Lamosa lub kilku – poza nim także Achellesa (Agelaosa), Alkajosa, Melasa i Tyrrenosa.

### Wersja łacińska
W łacińskiej wersji mitu, która zyskała dużą popularność w poezji miłosnej, Omfale i heros od razu zakochali się w sobie. Wskutek tego Herakles pozwolił na upokarzanie ze strony królowej do końca swojej niewoli – na jej rozkaz nosił kobiece szaty i biżuterię, w otoczeniu jońskich dziewcząt prządł len lub wełnę, pozwalał krzyczeć na siebie i być bitym pantoflami za złamanie wrzeciona. Ponadto oddał Omfale swoją maczugę i skórę lwa nemejskiego, która je nosiła. Zniewieścienie herosa przedstawiono jako efekt jego miłości do królowej. W noszeniu przez niego kobiecego stroju dopatrywano się także wybiegu, który miał go ochronić przed duchem zabitego Ifitosa.
Inna opowieść o Omfale i Heraklesie, przytoczona przez Owidiusza, miała charakter humorystycznej anegdoty. Już po ślubie mieli przechadzać się po winnicach Tmolosa, a na noc zatrzymali się w grocie, położonej na uboczu. Dla zabawy zamienili się strojami, heros przywdział purpurową suknię i przepaskę z siatki, które okazały się na niego za małe. Po kolacji małżonkowie położyli się na osobnych posłaniach, bowiem o świcie mieli złożyć ofiarę Dionizosowi, a ceremonia ta wymagała zachowania wstrzemięźliwości seksualnej. Po północy do groty zakradł się Pan, który w ciągu dnia zauważył Omfale i zapragnął jej. Zbliżył się do posłania, na którym widział postać w sukni, jednak był to Herakles, który mimowolnie kopnął go tak mocno, że ten poleciał na drugi koniec groty. Obudzeni królowa i heros przyjęli całe zdarzenie ze śmiechem, zaś Pan uciekł z poczuciem złości na Heraklesa.

## Przekazy, nawiązania i interpretacje

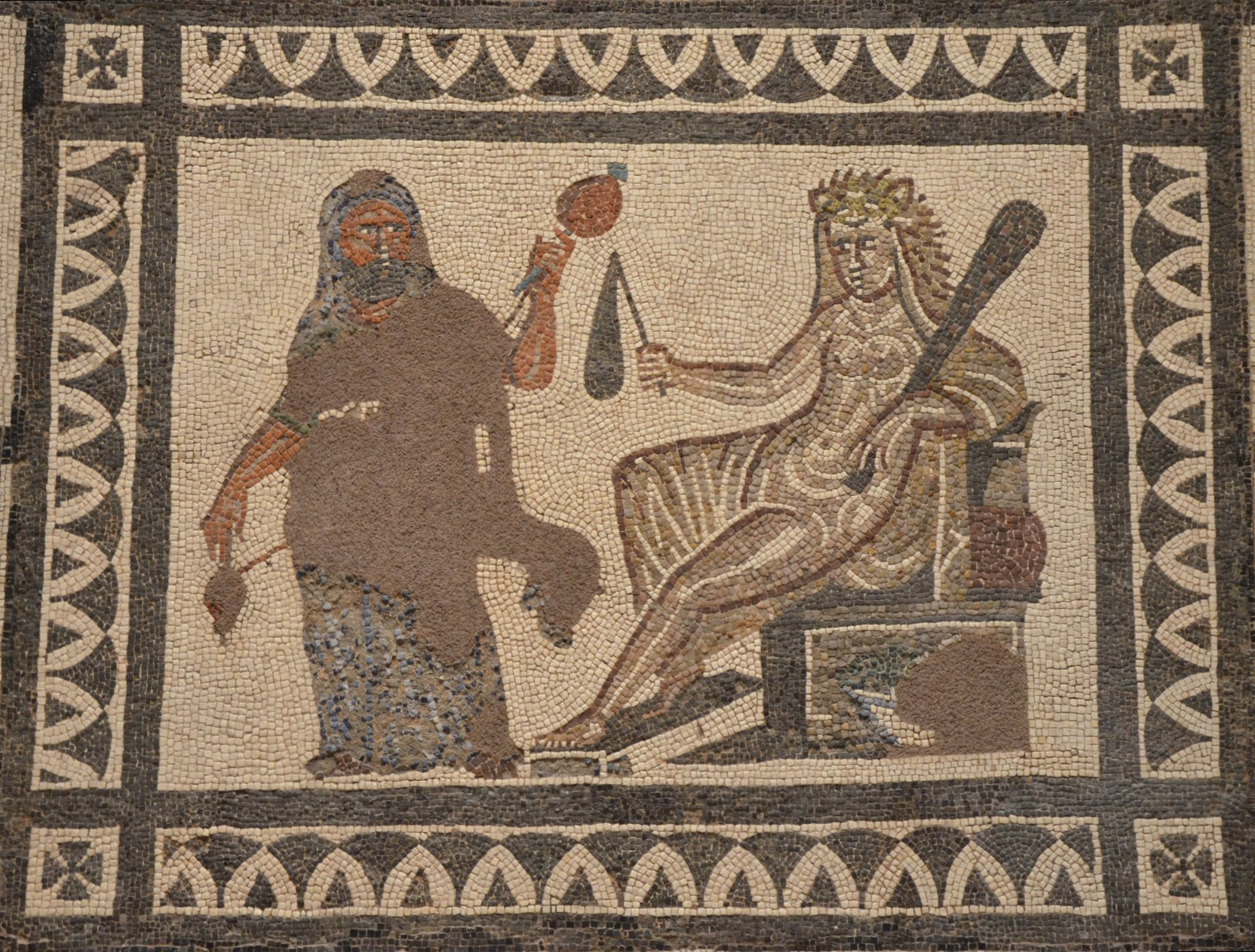
Herkules i Omfale (fragment mozaiki rzymskiej z III w. n.e. odnalezionej w Llírii)

Spośród pisarzy antycznych opowieść o Omfale i Heraklesie przedstawiali lub do niej nawiązywali między innymi Herodot (Dzieje), Sofokles (Trachinki), Apollodorus (Biblioteka), Diodor Sycylijski (Biblioteka historyczna), Hyginus (Opowieści mityczne), Owidiusz (Heroidy), Plutarch (Rzeczy greckie), Pauzaniasz (Wędrówki po Helladzie) i Lukian (Dialogi bogów). Niejednokrotnie stawała się podstawą alegorii przedstawiających, jak łatwo mężczyzna mógł ulec ambitnej i wyuzdanej kobiecie. Dla Owidiusza opowieść ta stanowiła przykład siły miłości, która potrafi pozbawić człowieka prawdziwej natury i zmusić go do postępowania wbrew jego prawdziwym skłonnościom. Zamiana strojów między królową a herosem, będąca jakimś wątkiem ludowym w micie, była chętnie wykorzystywana w charakterze exemplum przez moralistów i filozofów.
Spośród antycznych dramatów satyrowych i komedii, których tematem były losy Omfale, żadne utwory nie zachowały się. Do królowej Lidii porównywano Aspazję, żonę Peryklesa, którą w jednej z ateńskich komedii określono mianem „nowej Omfali”. U schyłku republiki rzymskiej propaganda Oktawiana przedstawiała Marka Antoniusza jako niewolnika zmysłów, który dla kobiety, Kleopatry, zdradza ojczyznę i staje się, tak jak Herkules u Omfale, niewolnikiem u stóp władczyni Egiptu.
Opowieść o herosie i Omfale była źródłem inspiracji dla malarstwa. Dzieła o takiej tematyce pojawiały się w malarstwie pompejańskim, jak i w twórczości artystów nowożytnych, wśród których można wymienić między innymi Lucasa Cranacha starszego, Bartholomeusa Sprangera (obraz sprzed 1590), Jacopa Tintoretta, Annibale Carracciego, Petera Paula Rubensa, Abrahama Bloemaerta (Jowisz i Omfale, 1607), Jacoba Jordaensa, François Lemoyne’a (1724), Charles-Antoine’a Coypela (1731), François Bouchera (1735), Gustave Moreau (1856–1857) czy Charles’a Gleyre’a (1862). Motyw ten wykorzystał także Camille Saint-Saëns w swoim poemacie symfonicznym La Rouet d’Omphale (Kołowrotek Omfalii) z 1869 roku.
W 1834 roku Théophile Gautier opublikował nowelę Omphale, nawiązującą do mitu poprzez element wystroju wnętrz pałacu, gdzie rozgrywa się akcja utworu – XVIII-wieczny gobelin przedstawiający Herkulesa w kobiecej sukni przy przędzeniu i królową Lidii, okrytą skórą lwa, z maczugą herosa w dłoni, który był zarazem portretem arystokratycznego małżeństwa, udającego mitologiczną parę. W utworze postać Omfale z tkaniny ożywa i nawiedza głównego bohatera.
Z kolei Théodore de Banville w swoim zbiorze Les Exilés z 1867 roku zawarł wiersz La Reine Omphale, w którym przedstawił oryginalną wizję spotkania herosa z Omfale, przeradzającego się w dyskusję dotyczącą stosowania przemocy podczas wykonywania dwunastu prac. Natomiast Victor Hugo w wierszu Le Rouet d’Omphale (1856) pominął postacie herosa i królowej, wokół kołowrotka gromadzą się duchy ofiar Herkulesa. Utwór ten prawdopodobnie zainspirował Saint-Saënsa do stworzenia jego poematu symfonicznego.
Występującą w micie zamianę strojów i ról między Omfale a Heraklesem interpretowano jako ślad wczesnego etapu przechodzenia funkcji sakralnych władców z kobiet na mężczyzn, schyłku matriarchatu na rzecz patriarchatu – król zastępując podczas obrzędów królową musiał przywdziać jej szaty. Motyw podporządkowania herosa kobiecie można uznać za dziwny ze względu na patriarchalną kulturę starożytnych Greków, jednak być może świadczy o tym, że twórcy mitów uznawali, iż w pewnym etapie rozwoju mężczyzna musi swoją siłę uzupełnić pewnymi kobiecymi elementami, by rozwinąć się wewnętrznie i uzyskać duchowe spełnienie.

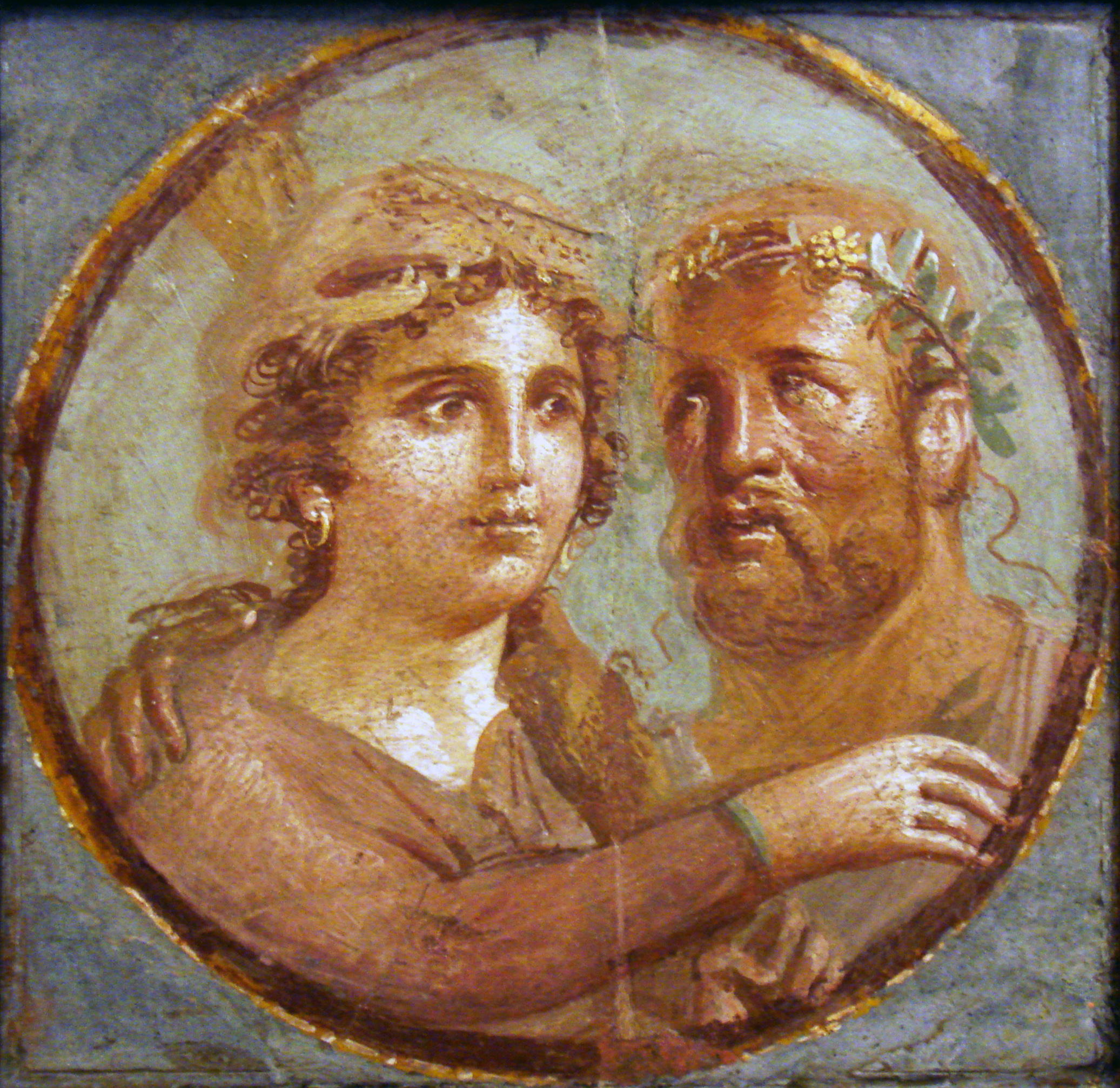
Herkules i Omfale, fresk z Pompejów
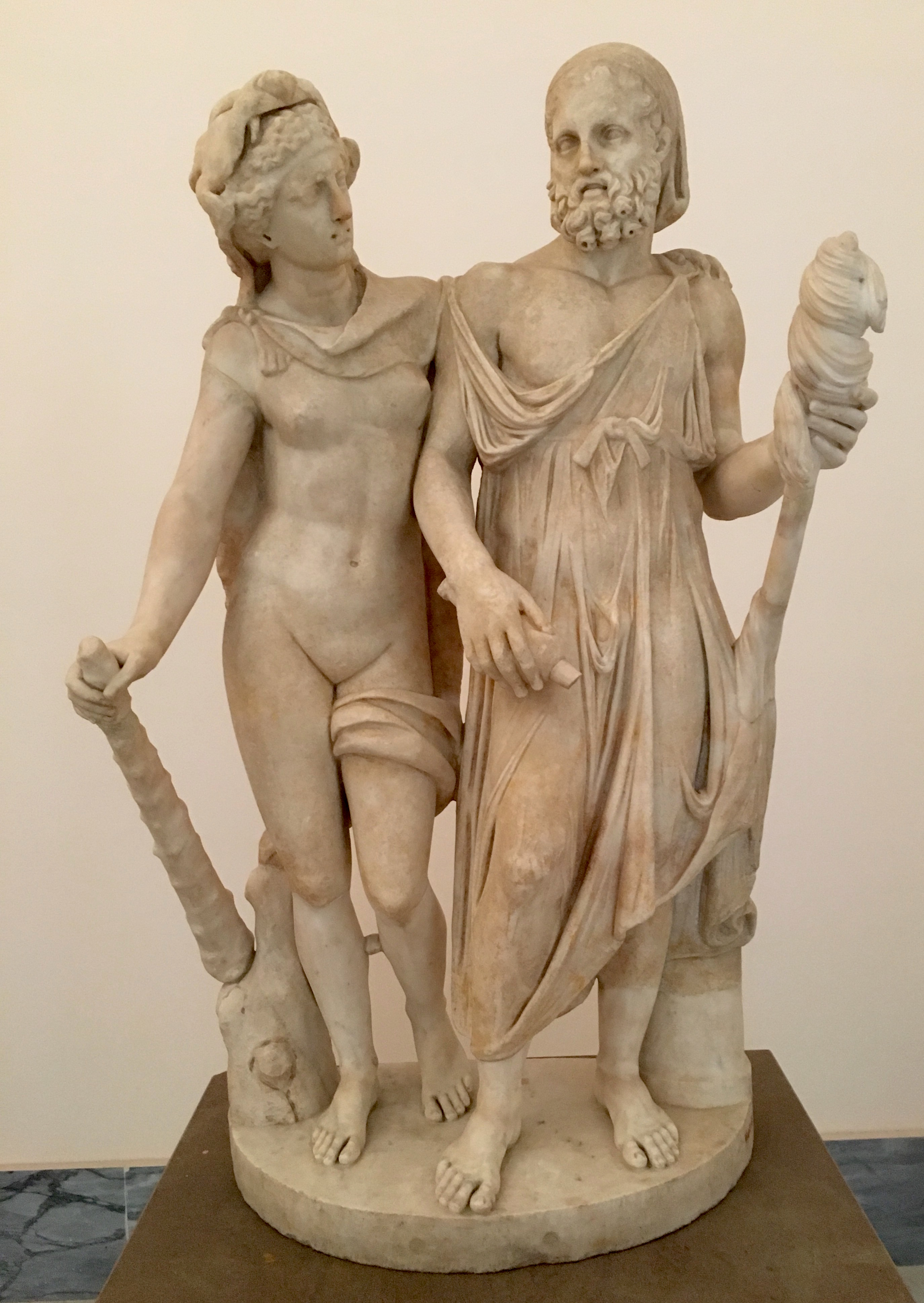
Omfale i Herkules, rzeźba z kolekcji Farnese
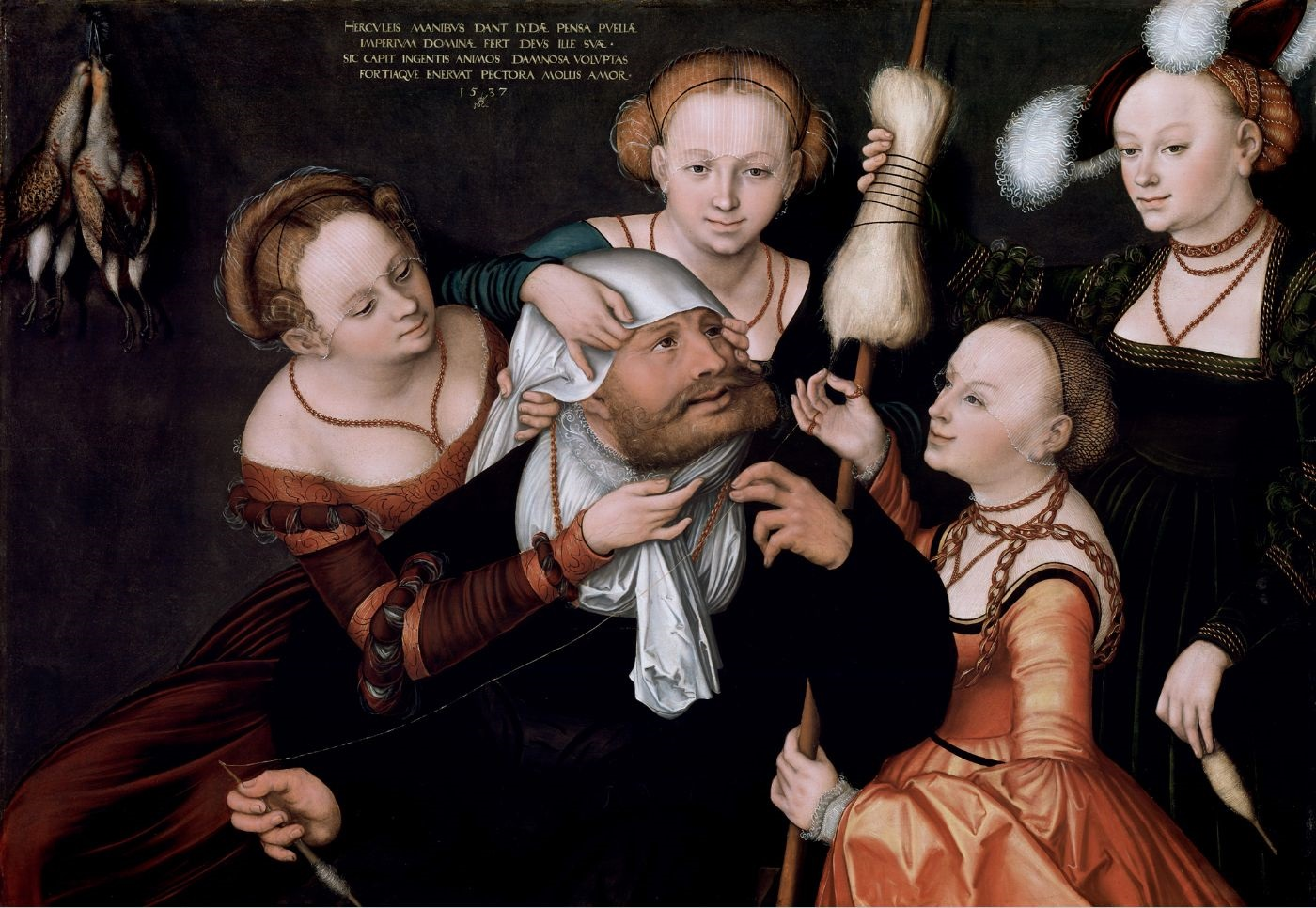
Herkules i Omfale Lucasa Cranacha starszego (1537)
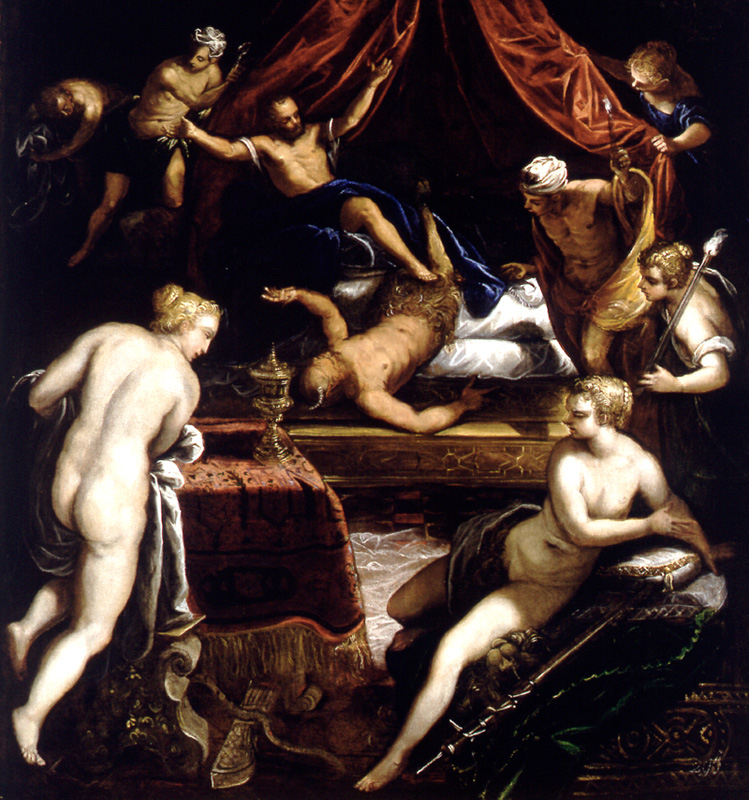
Herkules wypędza Fauna z łoża Omfale Jacopa Tintoretta (1585–1590)
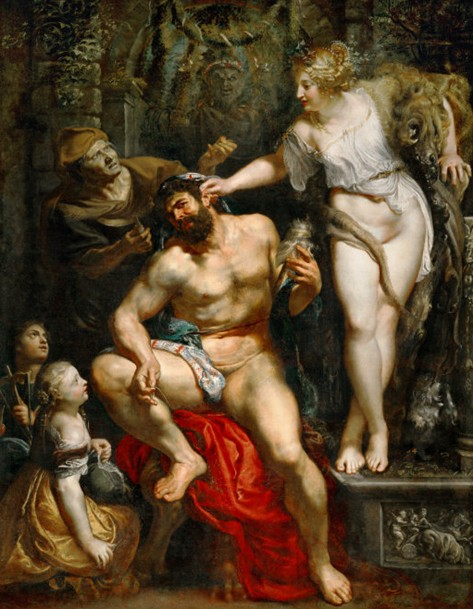
Peter Paul Rubens, Herkules i Omfale (1602–1605)
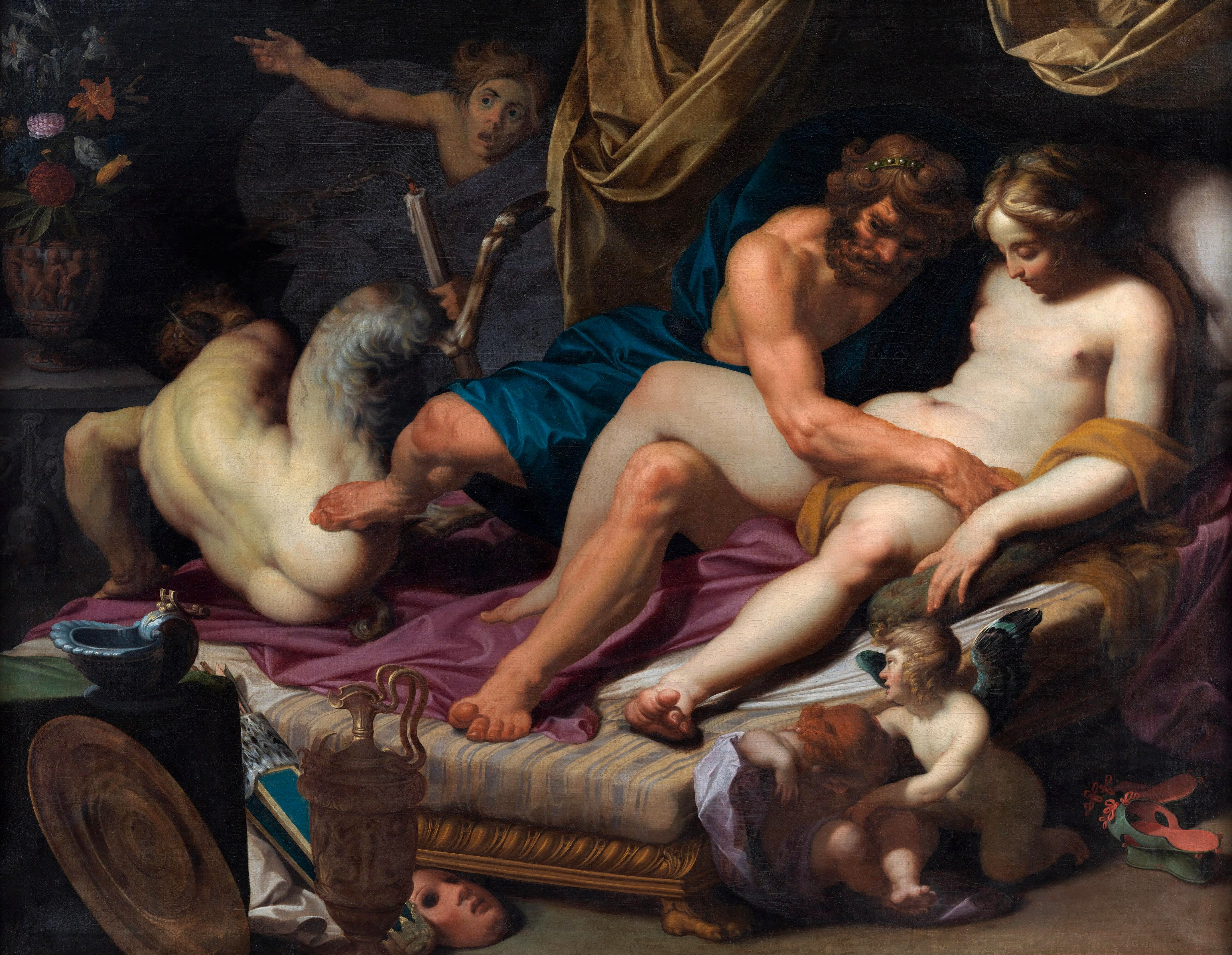
Herkules, Pan i Omfale Abrahama Janssensa (1607)
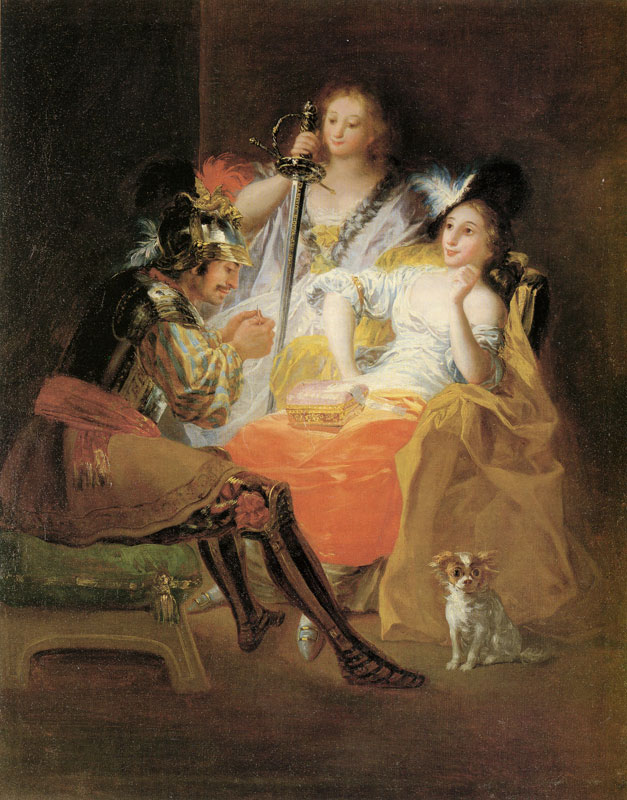
Herkules i Omfale Francisca Goi (1784)